# Partido Popular (Polônia)
O Partido Popular (Polonês: Stronnictwo Ludowe, SL) foi um partido político polonês, ativo em 1931 na Segunda República Polonesa. Um partido populista agrário, que o poder base foi composto, em sua maioria, de camponeses. 
Em 1931, foi criado da união de três outros partidos menores: Partido Popular Polonês "Piast" (PSL "Piast"), Partido Popular Polonês "Wyzwolenie" (PSLW) e Stronnictwo Chłopskie (SCh).
Durante a Segunda Guerra Mundial, ficou conhecido como 'Stronnictwo Ludowe Roch' e seu braço militar, Bataliony Chłopskie, formado em parte pelo Movimento de Resistência Polonesa na Segunda Guerra Mundial.
Depois do fim da guerra, o Partido Popular, sob a liderança de Wincenty Witos, decidiu apoiar Stanisław Mikołajczyk. No entanto, ao mesmo tempo, os comunistas poloneses nomearam um dos seus partidos representantes Stronnictwo Ludowe (comunista), e o antigo Partido Popular, agora leal ao Mikołajczyk, mudou o nome para Partido Popular Polonês (PSL).
Após a derrota de Mikołajczyk devido à fraude eleitoral pelos comunistas na eleição legislativa polonesa em 1947, os restos do Partido Popular Polonês foram fundidos, em 1949, aos aliados comunistas no Partido Popular Unido (ZSL). 